# Idioma guliguli
Guliguli es una lengua muerta. Se hablaba en la isla de Nueva Georgia, una de las Islas Salomón. El guliguli pudo haber sido un dialecto del extinto idioma kazukuru.
- Datos: Q3120761